# Knipowitschia caucasica
Knipowitschia caucasica är en fiskart som först beskrevs av Berg, 1916.  Knipowitschia caucasica ingår i släktet Knipowitschia och familjen smörbultsfiskar. IUCN kategoriserar arten globalt som livskraftig. Inga underarter finns listade i Catalogue of Life.